# محمد خان
محمد خان (۱۳۳۰ در ولایت غزنی) سیاست‌مدار اهل افغانستان است. وی در گذشته عضو حزب اسلامی گلبدین حکمتیار بود و اکنون در شاخهٔ حزب اسلامی ارغندیوال عضویت دارد. محمد خان انجنیر (مهندس) برق و از قومیت پشتون است و در اولین دوره ولسی جرگه (مجلس نمایندگان افغانستان) پس از سقوط طالبان به عنوان نماینده ولایت غزنی انتخاب شد. وی در انتخابات ریاست‌جمهوری ۱۳۹۳ افغانستان به عنوان معاون اول عبدالله عبدالله شرکت کرد.

## زندگی
محمد خان به سالِ ۱۳۳۰ در ولایت غزنی متولد شد. تحصیلات ابتدایی خود را در مکتب «جامرات» ولسوالی قره‌باغ ولایت غزنی و دوران ثانویه را در مکتب «سلطان محمود» این ولسوالی گذراند و بعد وارد مرکز دارالمعلمین در شهر گردیز در مرکز ولایت پکتیا شد.
محمد خان در سال ۱۳۵۰ به دانشکدهٔ مهندسی کابل راه یافت و در سال ۱۳۵۵ از رشته مهندسی برق فارغ التحصیل شد. سپس در ریاست برق شهر کابل پایتخت افغانستان مشغول به کار گردید. وی یک سال بعد از استقرار حکومت کمونیستی، در سال ۱۳۵۸ به کارخانه‌ای در شهر گرشک ِ ولایت هلمند منتقل شد و تا ماه سرطان سال ۱۳۵۸ در این کارخانه کار کرد و بعد به صفوف مجاهدین افغانستان پیوست.
محمد خان به حزب اسلامی افغانستان به رهبری گلبدین حکمتیار پیوسته و به عنوان مسوول جهاد در شهر کابل تعیین شد و بعد از ۱۸ ماه دوباره به پاکستان برگشت و در کویته بلوچستان و پیشاور به عنوان مسئول مهاجرین و معاون بخش اطلاعاتی و مالی حزب اسلامی فعالیت داشت. او پس از پیروزی مجاهدین در سال ۱۳۷۱ مدتی در وزارت مالیه مشغول به کار شد و بعد از پیروزی طالبان از فعالیت‌های سیاسی کناره گرفت.
محمد خان بعد از سقوط حکومت طالبان در سال ۲۰۰۱ میلادی به عنوان نماینده ولایت غزنی در اولین دوره انتخابات ولسی جرگه شرکت کرده و به مجلس نمایندگان افغانستان راه یافته و به عنوان رئیس کمیسیون مواصلات و مخابرات این مجلس فعالیت داشت. وی در دور دوم مجلس نمایندگان از ولایت کابل نامزد شده و قادر به راه‌یابی به مجلس نمایندگان نشد.
درسال ۱۳۹۳ درانتخابات ریاست جمهوری به حیث معاون اول عبدالله عبدالله بود وبعد از پیروزی محمداشرف غنی عبدالله عبدالله به حیث ریس اجراییه وظیفه خودرا ادامه داد و محمدخان همچنان به حیث معاون اول اقای عبدالله به وظیفه خویش ادامه داد،ودردوره دیگر انتخابات ریاست جمهوری از محمد اشرف غنی حمایت خودرا اعلام کرد
دراین دوره بعد از پیروزی محمداشرف غنی محمد خان به حیث نماینده انتصابی
در مجلس سنا تعیین شد.وبعد از سقوط دولت جمهوری مجبور به مهاجرت شد وبه کشور ترکیه مهاجرت کرد.